# I'm Only Sleeping
是一首披头士乐队的歌曲，收录于他们1966年的专辑中。它主要由约翰·列侬创作，但署名为列侬-麦卡特尼组合。该曲在英国版专辑发行两个月前被收录于中在美国发行，当时并没有收录进美国版的。

## 脚注
1. ↑  Swanson, Dave. . Ultimate Classic Rock. 2013-03-30  [2019-02-09]. （原始内容存档于2021-03-05）.
2. ↑  . http://oldies.about.com/. 5 August 1966  [4 January 2014]. （原始内容存档于2014年1月5日）.